# Hellingen
Hellingen est une ancienne commune allemande de l'arrondissement de Hildburghausen, Land de Thuringe.

## Géographie
| Trappstadt                 | Gompertshausen    | Bad Colberg-Heldburg |
| Sulzdorf an der Lederhecke | Hellingen         |                      |
| Maroldsweisach             | Schweickershausen |                      |

## Histoire
Hellingen est mentionné pour la première fois en 1140 dans le Codex Eberhardi.
Hellingen est la scène d'une chasse aux sorcières entre 1672 et 1693 ; une femme et un homme subissent un procès.
En 1970, un monument en hommage à Vladimir Ilitch Lénine est érigé sur la place du village. En 1999, le conseil municipal décide de son maintien. En 2015, le maire propose de le remplacer par un monument en hommage à Friedrich von Schiller. Les habitants font une pétition en faveur de Lénine, le conseil se plie.

## Source, notes et références
1. ↑  (de) « Thüringens südlichster Ort Hellingen will Lenin-Denkmal nicht durch Schiller-Denkmal ersetzen », sur Wikiwix (consulté le 7 juin 2023).